# Idiocera multiarmata
Idiocera multiarmata är en tvåvingeart som först beskrevs av Alexander 1940.  Idiocera multiarmata ingår i släktet Idiocera och familjen småharkrankar. Inga underarter finns listade i Catalogue of Life.